# Yngve Frey (ångbåt)

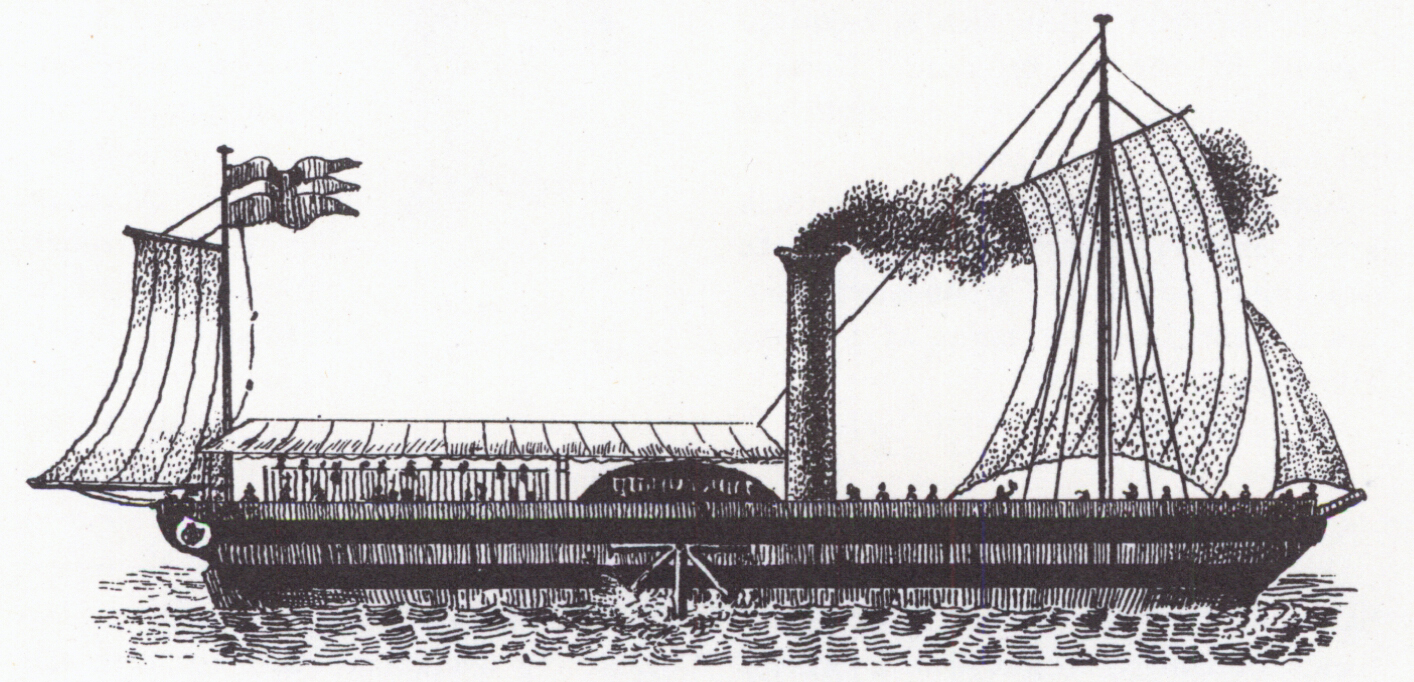
Yngve Frey

Yngve Frey var Sveriges tredje äldsta ångbåt i trafik, efter Amphitrite och Stockholm, och seglade från 1821 på trader i Mälaren, framför allt Stockholm – Strängnäs- Västerås – Arboga. Yngve Frey var även den första ångbåten över Östersjön.
Fartyget konstruerades och byggdes på Södra varvet vid Tegelviken på Södermalm i Stockholm. Ångmaskinen kom dock, liksom de på företrädarna Amphitrite och Stockholm, från Samuel Owens mekaniska verkstad i Stockholm. Beställare var ett rederi som startats för ändamålet av en annan svensk ångfartygspionjär, Carl af Forsell, och en bror till honom. Yngre Frey var en hjulångare i ek med en ångmaskin på 22 hästkrafter och även försedd med segel (galeastacklad). Hon var 26,5 m lång, 5,7 m bred och hade ett djupgående på 1,9 m. Däcket var öppet, och därför gjorde hon på rutten Stockholm - Arboga uppehåll för övernattning i Västerås. Hon gick i trafik på Mälaren till 1851.
När Yngve Frey pingstdagen 1821 gjorde sin första långresa, med Mariefred som slutmål, var de 200 biljetterna slutsålda redan en månad i förväg. Folksamlingar bildades både vid avgångsplatsen på Riddarholmen och vid hamnen i Mariefred. Under hela färden saluterades det från alla landställen vid Mälaren och saluten besvarades från Yngve Frey.
Yngve Frey är det fartyg som tar mamsellen Sara Videbäck och sergeanten Albert från Stockholm och en lång bit på vägen till Lidköping i Carl Jonas Love Almqvists tendensroman Det går an.
| ”                                            | En skön torsdagsmorgon i juli månad strömmade mycket folk förbi Riddarholmskyrkan i Stockholm, och skyndade utför backen emellan Kammarrätten och Statskontoret, för att i rättan tid hinna ned till Mälarstranden, där ångbåtarna låg. Alla hastade till Yngve Frey, sprang över landgången med snabbhet, ty tiden till avresan var redan slagen, och ångbåtskaptenen kommenderade "främmande från bord!" De främmande tog därför ett snabbt avsked av sina bortresande vänner och gick tillbaka till stranden. Landgången drogs in och ångbåten lade ut. Efter några minuter var den långt borta på vattnet. | „ |
| – Carl Jonas Love Almqvist: Det går an, 1838 | |   |